# Шћинава
Шћинава (пољ. Ścinawa) град је у Пољској у Војводству доњошлеском. По подацима из 2012. године број становника у месту је био 5879.

## Становништво
| 2012. |
| ----- |
| 5.879 |